# Elinor Sneshell
Elinor Sneshell, död efter 1593, var en engelsk fältskär. 
Hon anges i en lista från 1593 som en änka från Valenciennes bosatt i London sedan 26 år. Hon är känd som en av endast två kirurger av sitt kön i England under den elisabetanska tiden. 